# Stara Białka
Stara Białka (do roku 1945 německy Alt Weißbach, či Altweißbach, česky též Stará Bělka) je vesnice v gmině Lubawka v okrese Kamienna Góra Dolnoslezského vojvodství v Polsku.

## Poloha
Obec se nachází ve zvlněné krajině podhůří Krkonoš přibližně 7 km od hraničního přechodu Královec/Lubawka a 11 km od města Kamienna Góra. Sousední obce jsou Pisarzowice na sever, Janiszów (něm. Johnsdorf) a Przedwojów (Reichhennersdorf) na severovýchod, Krzeszów (česky Křesobor) na východ, Jawiszów (Kleinhennersdorf) na jihovýchod, Paprotki (Städtisch Hartau) na jih, Miszkowice a Jarkowice (Hermsdorf) jihozápadně a Szarocin na severozápad.

## Dějiny
Stara Białka je poprvé písemně zmiňována v roce 1305 jako Wysbach a později též jako Wiesenbach. Územně náleželo do Javorského vévodství, se kterým se roku 1392 stala součástí území Českého království. Po první slezské válce roku 1742 společně se Slezskem připadla Prusku. Po novém rozdělení Pruska v roce 1815 se stalo součástí Slezské provincie a od roku 1816 přičleněno k Zemskému okresu Landeshut, kde setrval až do roku 1945. Es bildete eine eigene Landgemeinde a patřil do roku 1874 společně s Johnsdorfem (Janiszów), Nieder Blasdorfem (Błażejów) a krajem Nieder Blasdorf k okresu Blasdorf b. Liebau i. Schles. V roce 1939 ve vsi žilo 370 obyvatel.
Po druhé světové válce v roce 1945 připadla ves Weißbach, společně s téměř celým Slezskem Polsku v nových hranicích a dostala polský název Stara Białka, který je překladem německého názvu. Původní německé obyvatelstvo bylo nuceně vysídleno a částečně nahrazeno nově vysídlenými z oblastí východního Polska, zvaného Kresy, které zabral Sovětský svaz.
V letech 1975–1998 Stara Białka administrativně spadala do Jelenohorského vojvodství.

## Pamětihodnosti
V obci se nachází římskokatolický filiální kostel sv. Matouše, který je zapsán na seznamu kulturních památek Národního institutu kulturního dědictví (NID). Kostel spadá pod duchovní správu římskokatolické farnosti při kostele Nanebevzetí Panny Marie v Lubawce. Byl vystavěn v renesančním slohu v letech 1606–1609 a roku 1884 byl zrestaurován.

## Galerie

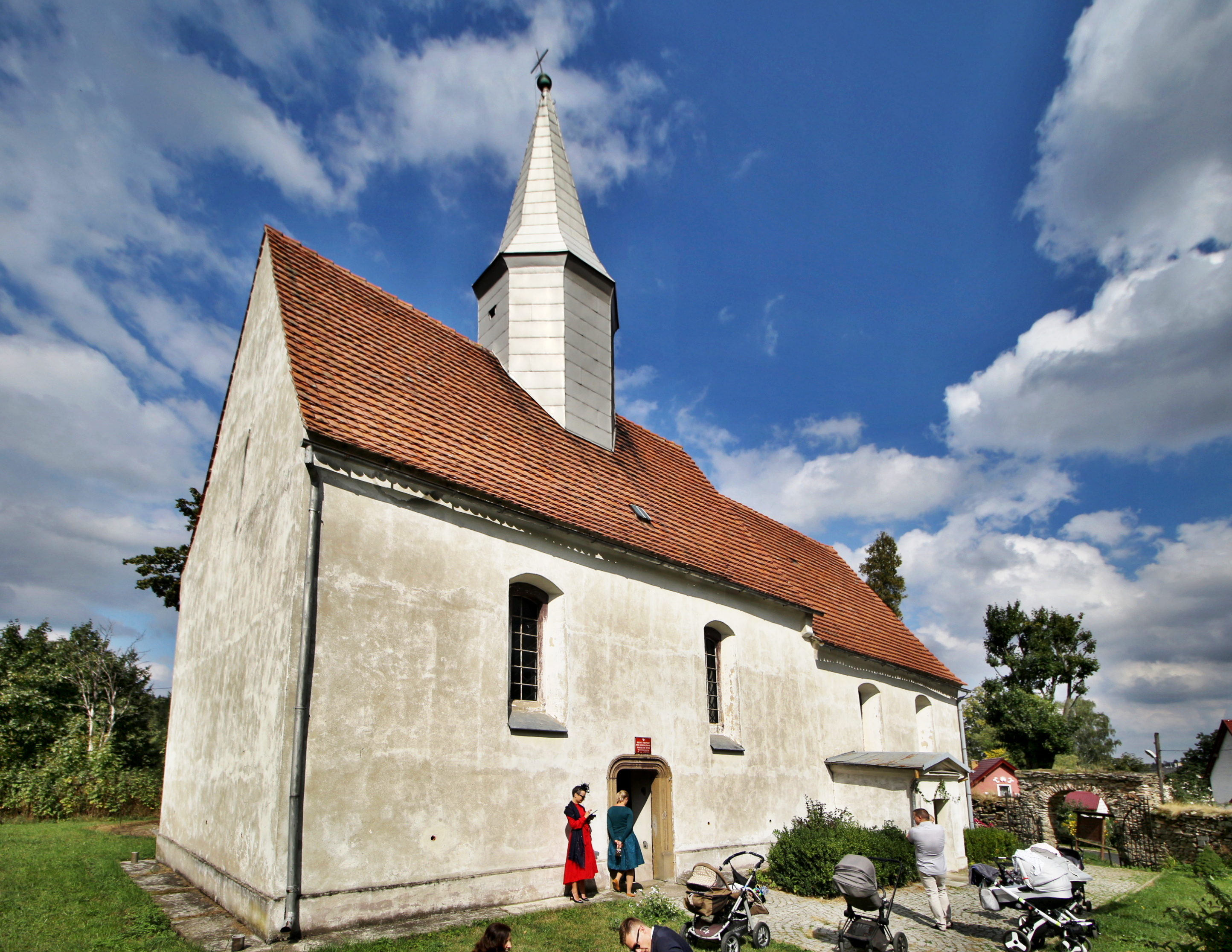
Kostel sv. Matouše
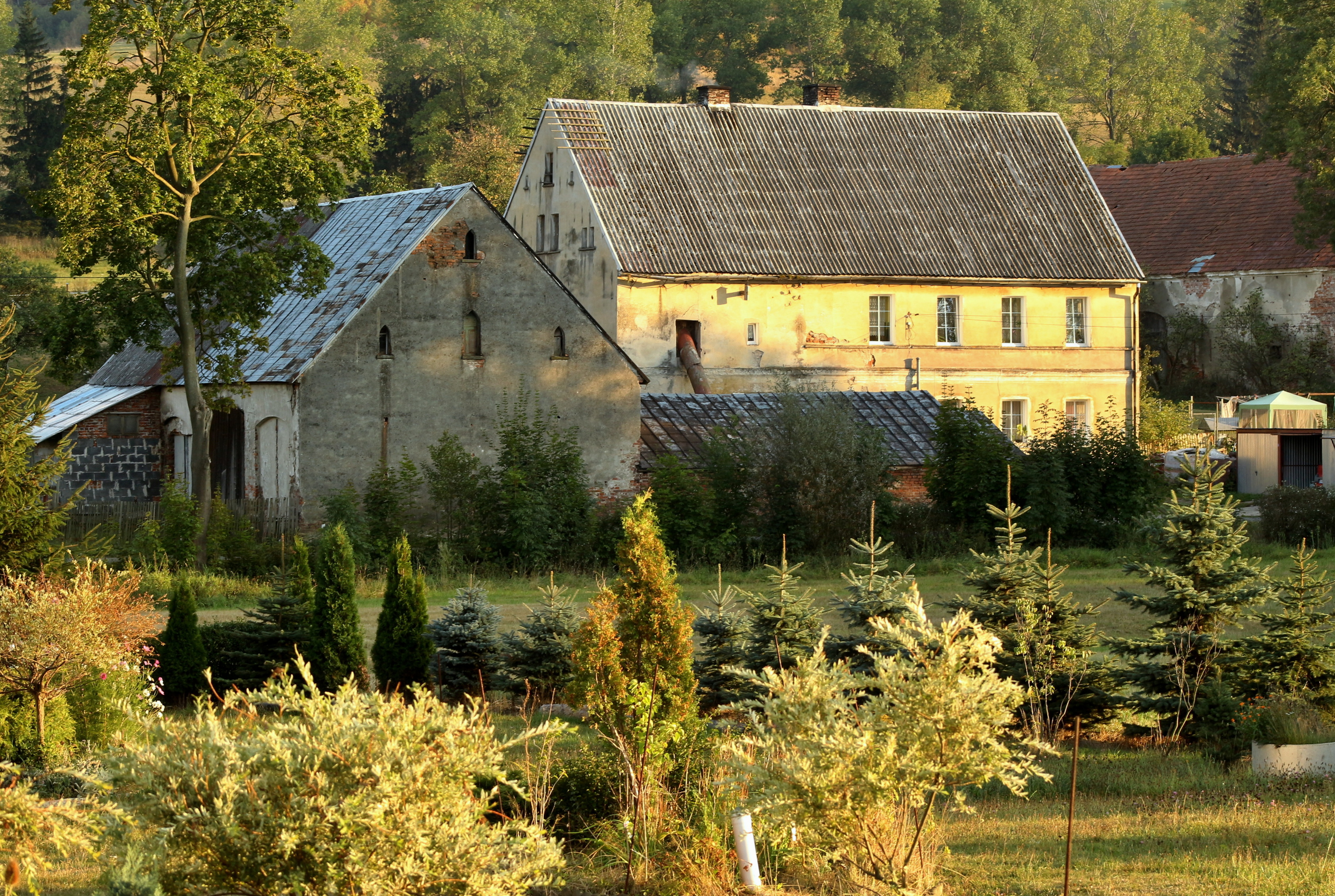
Statek v obci
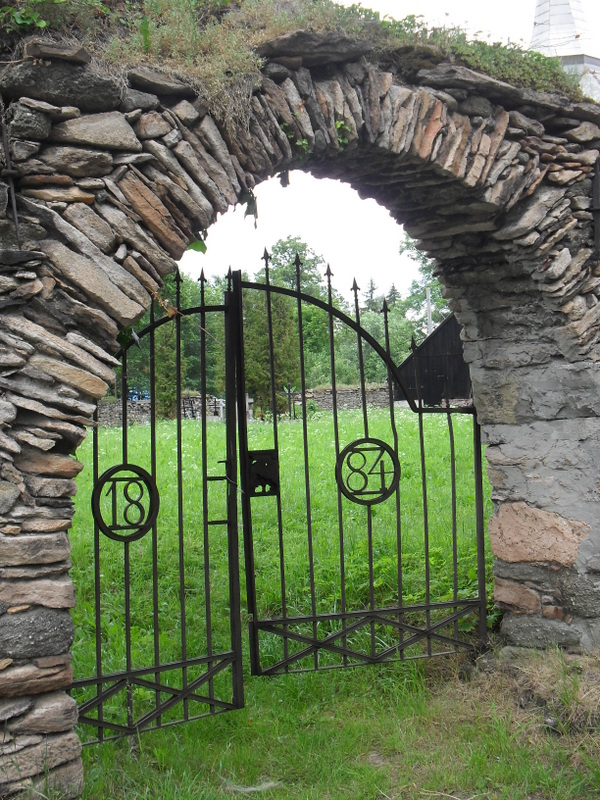
Hřbitovní brána v roce 2011
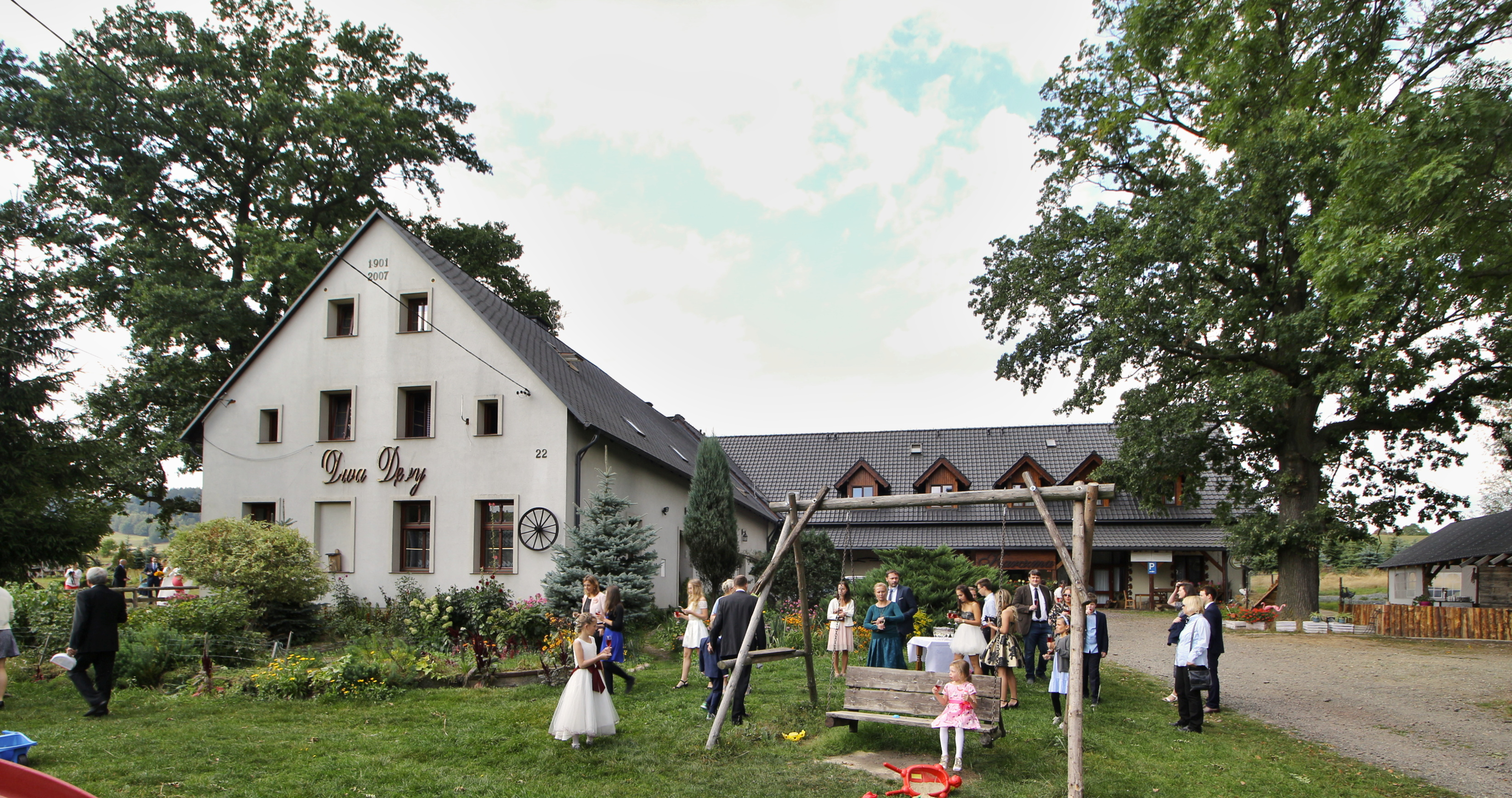
Statek Dwa Dęby byl zrekonstruován za přispění Fondu pro regionální rozvoj EU v současné době slouží jako objekt pro agroturistiku